# Siedliska (Dąbrowa)
Siedliska  (dt. Schedliske, 1936–1945 Waldsiedel) ist eine Ortschaft in Oberschlesien. Das Dorf liegt in der Gemeinde Dambrau (Dąbrowa) im Powiat Opolski (Kreis Oppeln) in der Woiwodschaft Oppeln in Polen.

## Geographie

### Geographische Lage
Siedliska liegt im Westen der historischen Region Oberschlesien. Der  etwa vier Kilometer südwestlich vom Gemeindesitz Dambrau und dreizehn Kilometer westlich von der Kreisstadt und Woiwodschaftshauptstadt Opole (Oppeln). Siedliska liegt in der Nizina Śląska (Schlesische Tiefebene) innerhalb der Równina Niemodlińska (Falkenberger Ebene). Westlich der Ortschaft verläuft die Autobahn Autostrada A4.

### Nachbarorte
Nachbarorte von Siedliska sind im Nordwesten Prądy (Brande), im Nordosten Wawelno (Bowallno) und im Südosten Polska Nowa Wieś (Polnisch Neudorf).

## Geschichte
Das Dorf bestand bereits im 16. Jahrhundert und zählte zur Herrschaft Falkenberg.
Nach dem Ersten Schlesischen Krieg 1742 fiel Schedliske mit dem größten Teil Schlesiens an Preußen. Zwischen 1743 und 1818 gehörte das Dorf zum Landkreis Oppeln.
Nach der Neuorganisation der Provinz Schlesien gehörte die Landgemeinde Schedliske ab 1818 zum Landkreis Falkenberg O.S. im Regierungsbezirk Oppeln. 1845 bestanden im Dorf ein Vorwerk und 16 Häuser. Im gleichen Jahr lebten in Schedliske 92 Menschen, davon zwölf evangelisch. 1855 lebten 136 Menschen im Ort. 1865 zählte das Dorf sechs Gärtner- und eine Häuslerstelle. Die Bewohner besuchten die Schule in Brande. 1874 wurde der Amtsbezirk Tillowitz gegründet, welcher aus den Landgemeinden Baumgarten, Ellguth-Tillowitz, Michelsdorf, Schedliske, Schiedlow, Seifersdorf, Tillowitz und Weiderwitz und den Gutsbezirken Baumgarten, Ellguth-Tillowitz, Schedliske, Schiedlow, Seifersdorf, Tillowitz und Weiderwitz bestand. 1885 zählte Schedliske 92 Einwohner.
1930 wurden in Schedliske zwölf Siedlerstellen angelegt. 1933 lebten 189 Menschen in Schedliske. Am 10. Juni 1936 wurde der Ort in Waldsiedel umbenannt. 1939 zählte die Ortschaft 190 Einwohner. Im gleichen Jahr erhielt Waldsiedel im Sommer eine eigene Schule mitsamt einem Sportplatz. Bedeutendstes Unternehmen war bis 1945 das Dampfsägewerk Kelpe, geleitet von Wilhelm Kelpe. Bis Kriegsende 1945 gehörte der Ort zum Landkreis Falkenberg O.S.
Die Rote Armee rückte am 18. März 1945 im Dorf ein. Danach kam der bisher deutsche Ort unter polnische Verwaltung, wurde in Siedliska  umbenannt und der Gmina Dąbrowa angeschlossen. Im Juni 1946 wurde die verbliebene deutsche Bevölkerung vertrieben. 1950 kam der Ort zur Woiwodschaft Oppeln. 1999 kam der Ort zum wiedergegründeten Powiat Opolski.